# バスケットボールルーマニア代表
バスケットボールルーマニア代表（Romania national basketball team）は、ルーマニアバスケットボール連盟により国際大会に派遣されるバスケットボールのナショナルチームである。

## 歴史
1952年ヘルシンキで五輪初出場。しかし、ワールドカップは未出場。

## 主な国際大会成績
- オリンピック
  - 1952年：17-23位
- W杯の成績
  - 出場なし
- ユーロバスケットの成績